# La Valla (San Juan del Río)
La Valla es una localidad del  municipio de San Juan del Río, en el estado de Querétaro, México.

## Demografía
El Censo de Población y Vivienda 2010 arrojó una población de 5,597 habitantes lo que le convierte en la localidad más poblada del municipio.

## Geografía
La Valla se localiza en el Municipio San Juan del Río del Estado de Querétaro Arteaga México y se encuentra en las coordenadas:
Longitud (dec): -100.028056
Latitud (dec): 20.495000
La localidad se encuentra a una mediana altura de 1900 metros sobre el nivel del mar.

## Tradiciones
En Semana Santa se realiza la representación de la Crucifixión, la cual es la más grande del municipio de San Juan del Rio. 

Cada fin de año, por lo general entre el 28 de diciembre y el  1 de enero se realizan las fiestas patronales de  La Valla en la que las personas del pueblo realizan diversos eventos, bailables, cabalgatas y show de fuegos pirotécnicos. Con el fin de celebrar a la  Virgen de Guadalupe en la localidad. Esta celebración es muy conocida en el  municipio de San Juan del Río. 
- Datos: Q81959069